# Погребное (Сямженский район)
Погребное — деревня в Сямженском районе Вологодской области.
Входит в состав Устьрецкого сельского поселения, с точки зрения административно-территориального деления — в Устьрецкий сельсовет.
Расстояние по автодороге до районного центра Сямжи — 35,5 км, до центра муниципального образования Усть-Реки — 14,5 км. Ближайшие населённые пункты — Любовица, Пуронга, Клоково.
По переписи 2002 года население — 3 человека.